# Jean d'Aragon (1317-1348)
Jean d'Aragon (en italien, Giovanni d'Aragona), encore appelé Jean de Randazzo, Jean de Sicile ou Jean d'Athènes, né en avril ou mai 1317 à Catane et mort le 3 avril 1348 à Milo, infant d'Aragon, duc d'Athènes, de Néopatrie et marquis de Randazzo, en 1338 régent de Sicile de 1342 à sa mort, est le fils cadet du roi Frédéric II de Sicile et d'Éléonore d'Anjou.

## Biographie
Né à Catane, il était le septième enfant et le cinquième fils du roi de Sicile Frédéric II (ou III) d'Aragon (lui-même troisième fils du roi d'Aragon, de Valence et comte de Barcelone et des autres comtés catalans Pierre III Le Grand, et de Constance de Sicile, fille du roi Manfred, fils naturel de l'empereur Frédéric II de Souabe et donc prétendant au trône de Sicile) et d'Éléonore d'Anjou, fille du roi de Naples Charles II d'Anjou et de Marie de Hongrie.
Son père le fit duc de Randazzo alors qu'il était encore très jeune et en 1338, il devient duc d'Athènes et de Néopatrie avec le décès de son frère aîné Guillaume, décédé sans descendance. A l'instar de ses prédécesseurs, Jean ne se rendit jamais sur les terres de ses duchés. À compter de cette date, il commença à exercer la régence au nom de son frère, le roi Pierre II. 
En 1339, il combattit lors de la bataille de Lipari aux côtés de son frère Orlando d'Aragon.
A peu près au même moment et avant 1340, il épousa Césarine (ou Césarée) Lancia (1320/1325 † ?), fille du seigneur de Delia et comte de Caltanissetta, Pietro Lancia. 
En 1342, à la mort de son frère Pierre II, il fut nommé co-tuteur avec sa belle-sœur Élisabeth de Carinthie de son neveu Louis, et la régence lui fut confiée. Elle sera caractérisée par la diplomatie et la recherche du compromis qui prit fin avec les Vêpres siciliennes. Il fit de la ville de Randazzo à la fois sa résidence et sa capitale, séjournant toutefois fréquemment à Milo afin d'y soigner sa goutte et où il fondera le monastère de Saint-André. Avec le pape Clément VI et la reine Jeanne d'Anjou, il prépara un projet de traité par lequel les Angevins auraient renoncé à leurs prétentions sur la Sicile et le royaume de Trinacrie aurait reconnu son appartenance, comme Etat indépendant, au royaume de Sicile. L'accord prévoyait en outre l'aide de Naples en cas de guerre et un tribut annuel de 3000 onces au pape de la part de la Sicile. Cet accord, également connu sous le nom de "Paix de Catane", fut signé par les parties en présence mais ne fut pas ratifié par le Parlement sicilien : en effet, le 3 avril 1348, Jean, frappé par la tragique épidémie de peste noire, expira à Milo, où il avait cherché en vain à se réfugier loin de la pandémie. À sa mort, la régence passa à la reine-mère Élisabeth et un nouveau tuteur; Blasco II Alagona, un Catalan, fut nommé. Ce choix, mal accepté par la faction latine du Parlement, bloqué la ratification du traité. 
Jean d'Aragon fut le noble le plus puissant de Sicile durant les règnes de son frère Pierre II de Sicile puis de son neveu Louis Ier de Sicile, dont il fut le régent durant sa minorité.
Il réussit à maintenir la paix bien qu'il favorisât le parti catalan contre la noblesse italienne locale. La guerre éclata après sa mort durant l'épidémie de peste noire.
Son fils Frédéric lui succéda à la tête des duchés d'Athènes et de Néopatrie, tandis que son neveu, Frédéric, futur roi de Trinacrie, reprenait le duché de Randazzo. 
Il fut inhumé aux côtés de son père et de ses frères dans la cathédrale de Catane.

## Descendance
De sa femme, Césarine, Jean eut trois enfants :
- Frédéric (1340 † 11 juillet 1355), duc d'Athènes et de Néopatrie, enterré dans la cathédrale de Palerme ;
- Éléonore (1346 † 1405), comtesse consort de Caltabellotta par son mariage avec Guillaume Peralta ;
- Constance.